# Mistrovství Evropy v plavání v krátkém bazénu 2009
Mistrovství Evropy v plavání v krátkém bazénu 2009 hostil turecký Istanbul. Konalo se od 10. do 13. prosince. Bazén byl vybudován speciálně pro tuto akci v multifunkční hale Abdi İpekçi Arena.
Disciplíny byly rozděleny do čtyř dnů, přičemž disciplíny na 50 a 100 metrů se plavaly systémem rozplavby-semifinále-finále, tratě na 200 a 400m rozplavby a finále a vytrvalecké závody (ženy 800 metrů volný způsob, muži 1500 metrů VZ) se plavaly pouze na rozplavby. Rozplavby byly zařazeny do ranního programu, v odpoledním bloku se startovaly semifinále, finále a nejrychlejší rozplavby vytrvaleckých disciplín.
Každý stát mohl do jedné disciplíny nasadit tři závodníky, ale pouze dva z nich mohli postoupit do odpoledních bojů.
Také to byl poslední šampionát, ve kterém se mohlo plavat v supermoderních polyuretanových plavkách.

## Zúčastněné národy
Z 51 členů LEN (Evropské plavecké federace) se tohoto mítinku zúčastnilo 41 států. Albánie a Lichtenštejnsko se poprvé zúčastnili Mistrovství Evropy v plavání v krátkém bazénu.

## Medailové pořadí
| pořadí | stát           | zlaté | stříbrné | bronzové | celkem |
| ------ | -------------- | ----- | -------- | -------- | ------ |
| 1.     | Nizozemsko     | 10    | 3        | 1        | 14     |
| 2.     | Rusko          | 8     | 5        | 8        | 21     |
| 3.     | Francie        | 6     | 2        | 3        | 11     |
| 4.     | Německo        | 5     | 3        | 4        | 12     |
| 5.     | Maďarsko       | 3     | 4        | 1        | 8      |
| 6.     | Chorvatsko     | 2     | 3        | 0        | 5      |
| 7.     | Dánsko         | 2     | 1        | 5        | 8      |
| 8.     | Itálie         | 1     | 3        | 1        | 5      |
| 9.     | Rakousko       | 1     | 0        | 1        | 2      |
| 9.     | Velká Británie | 1     | 0        | 1        | 2      |
| 9.     | Norsko         | 1     | 0        | 1        | 2      |
| 12.    | Švédsko        | 0     | 3        | 2        | 5      |
| 13.    | Španělsko      | 0     | 2        | 3        | 5      |
| 14.    | Polsko         | 0     | 2        | 0        | 2      |
| 15.    | Srbsko         | 0     | 1        | 2        | 3      |
| 16.    | Bělorusko      | 0     | 1        | 1        | 2      |
| 16.    | Slovinsko      | 0     | 1        | 1        | 2      |
| 18.    | Estonsko       | 0     | 1        | 0        | 1      |
| 18.    | Litva          | 0     | 1        | 0        | 1      |
| 20.    | Finsko         | 0     | 0        | 1        | 1      |
| 20.    | Izrael         | 0     | 0        | 1        | 1      |
| 20.    | Ukrajina       | 0     | 0        | 1        | 1      |
| Celkem | Celkem         | 40    | 36       | 38       | 114    |

## Disciplíny

### Mužské disciplíny
| Disciplína              | Zlato                                                                   | Zlato    | Stříbro                                                                  | Stříbro  | Bronz                                                                       | Bronz    |
| ----------------------- | ----------------------------------------------------------------------- | -------- | ------------------------------------------------------------------------ | -------- | --------------------------------------------------------------------------- | -------- |
| 50 m volný způsob       | Frédérick Bousquet Francie                                              | 20.53    | Duje Draganja Chorvatsko                                                 | 20.70    | Sergey Fesikov Rusko                                                        | 20.84    |
| 100 m volný způsob      | Amaury Leveaux Francie                                                  | 45.56    | Daniil Izotov Rusko                                                      | 45.70    | Yevgeny Lagunov Rusko                                                       | 46.06    |
| 200 m volný způsob      | Paul Biedermann Německo                                                 | 1:39.81  | Danila Izotov Rusko                                                      | 1:40.08  | Nikita Lobintsev Rusko                                                      | 1:41.52  |
| 400 m volný způsob      | Paul Biedermann Německo                                                 | 3:34.55  | Nikita Lobintsev Rusko                                                   | 3:35.75  | Mads Glæsner Dánsko                                                         | 3:36.82  |
| 1500 m volný způsob     | Jan Wolfgarten Německo                                                  | 14:20.44 | Federico Colbertaldo Itálie                                              | 14:25.68 | Mads Glæsner Dánsko                                                         | 14:26.74 |
| 50 m znak               | Stanislav Donets Rusko                                                  | 22.76    | Thomas Rupprath Německo                                                  | 22.85    | Aschwin Wildeboer Faber Španělsko                                           | 23.07    |
| 100 m znak              | Arkadij Vjatčanin Rusko Stanislav Donets Rusko                          | 48.97    |                                                                          |          | Aschwin Wildeboer Faber Španělsko                                           | 49.05    |
| 200 m znak              | Stanislav Donets Rusko                                                  | 1:48.62  | Radoslaw Kawecki Polsko                                                  | 1:49.13  | Evgeny Aleshin Rusko                                                        | 1:49.31  |
| 50 m prsa               | Aleksander Hetland Norsko                                               | 26.19    | Alessandro Terrin Itálie                                                 | 26.24    | Csaba Szilágyi Srbsko                                                       | 26.31    |
| 100 m prsa              | Robin van Aggele Nizozemsko                                             | 56.29    | Dániel Gyurta Maďarsko                                                   | 56.72    | Igor Borysik Ukrajina                                                       | 56.97    |
| 200 m prsa              | Dániel Gyurta Maďarsko                                                  | 2:00.67  | Grigory Falko Rusko                                                      | 2:02.50  | Maxim Shcherbakov Rusko                                                     | 2:03.76  |
| 50 m motýlek            | Johannes Dietrich Německo                                               | 22.07    | Frédérick Bousquet Francie                                               | 22.17    | Yevgeny Korotyshkin Rusko                                                   | 22.34    |
| 100 m motýlek           | Yevgeny Korotyshkin Rusko                                               | 48.93    | Peter Mankoč Slovinsko                                                   | 49.65    | Ivan Lenđer Srbsko                                                          | 49.79    |
| 200 m motýlek           | Nikolay Skvortsov Rusko                                                 | 1:49.46  | Paweł Korzeniowski Polsko                                                | 1:50.13  | Dinko Jukić Rusko                                                           | 1:50.32  |
| 100 m polohový závod    | Duje Draganja Chorvatsko                                                | 51.20    | Sergey Fesikov Rusko                                                     | 51.29    | Peter Mankoč Slovinsko                                                      | 51.52    |
| 200 m polohový závod    | Markus Rogan Rakousko                                                   | 1:51.72  | Vytautas Janušaitis Litva                                                | 1:52.22  | Alan Cabello Forns Španělsko                                                | 1:53.04  |
| 400 m polohový závod    | László Cseh Maďarsko                                                    | 3:57.27  | Dávid Verrasztó Maďarsko                                                 | 4:00.10  | Gal Nevo Izrael                                                             | 4:00.55  |
| 4x50 m volný způsob     | Francie Amaury Leveaux Jérémy Stravius David Maitre Frédérick Bousquet  | 1:22.96  | Chorvatsko Duje Draganja Alexei Puninski Mario Todorovic Mario Delač     | 1:23.18  | Itálie Marco Orsi Federico Bocchia Filippo Magnini Luca Dotto               | 1:23.64  |
| 4x50 m polohová štafeta | Rusko Stanislav Donets Sergey Geybel Yevgeny Korotyshkin Sergey Fesikov | 1:31.80  | Německo Thomas Rupprath Hendrik Feldwehr Johannes Dietrich Stefan Herbst | 1:32.02  | Francie Benjamin Stasiulis Hugues Duboscq Frédérick Bousquet Amaury Leveaux | 1:32.13  |

### Ženské disciplíny
| Event                 | Zlato                                                                                | Zlato   | Stříbro                                                                   | Stříbro | Bronz                                                                   | Bronz   |
| --------------------- | ------------------------------------------------------------------------------------ | ------- | ------------------------------------------------------------------------- | ------- | ----------------------------------------------------------------------- | ------- |
| 50 m volný způsob     | Hinkelien Schreuder Nizozemsko                                                       | 23.32   | Ranomi Kromowidjojovájojo Nizozemsko                                      | 23.58   | Dorothea Brandt Německo                                                 | 23.74   |
| 100 m volný způsob    | Inge Dekker Nizozemsko                                                               | 51.35   | Ranomi Kromowidjojovájojo Nizozemsko                                      | 51.44   | Jeanette Ottesen Dánsko                                                 | 52.18   |
| 200 m volný způsob    | Federica Pellegriniová Itálie                                                        | 1:51.17 | Evelyn Verrasztó Maďarsko                                                 | 1:52.61 | Femke Heemskerk Nizozemsko                                              | 1:54.20 |
| 400 m volný způsob    | Coralie Balmy Francie                                                                | 3:56.55 | Lotte Friisová Dánsko                                                     | 3:59.06 | Ophelie Cyrielle Etienne Francie                                        | 3:59.94 |
| 800 m volný způsob    | Lotte Friisová Dánsko                                                                | 8:08.02 | Erika Villaécija García Španělsko                                         | 8:13.93 | Ophelie Cyrielle Etienne Francie                                        | 8:16.20 |
| 50 m znak             | Sanja Jovanović Chorvatsko                                                           | 25.70   | Alexandra Herasimenjová Bělorusko                                         | 26.12   | Ksenia Moskvina Rusko                                                   | 26.38   |
| 100 m znak            | Ksenia Moskvina Rusko                                                                | 56.36   | Sanja Jovanović Chorvatsko                                                | 56.93   | Alexandra Herasimenjová Bělorusko                                       | 57.23   |
| 200 m znak            | Alexianne Castel Francie                                                             | 2:02.67 | Jenny Mensing Německo                                                     | 2:03.31 | Pernille Larsen Dánsko                                                  | 2:03.50 |
| 50 m prsa             | Moniek Nijhuis Nizozemsko                                                            | 29.68   | Jane Trepp Estonsko                                                       | 29.82   | Janne Schaefer Německo                                                  | 29.92   |
| 100 m prsa            | Caroline Ruhnau Německo                                                              | 1:04.84 | Moniek Nijhuis Nizozemsko                                                 | 1:04.96 | Jennie Johansson Švédsko                                                | 1:05.19 |
| 200 m prsa            | Rikke Møller-Pedersen Dánsko                                                         | 2:16.66 | Nađa Higl Srbsko                                                          | 2:17.52 | Joline Höstman Švédsko                                                  | 2:19.28 |
| 50 m motýlek          | Inge Dekker Nizozemsko Hinkelien Schreuder Nizozemsko                                | 25.00   |                                                                           |         | Ingvild Snildal Norsko                                                  | 25.10   |
| 100 m motýlek         | Inge Dekker Nizozemsko                                                               | 55.74   | Diane Bui Duyet Francie                                                   | 55.93   | Jeanette Ottesen Dánsko                                                 | 56.02   |
| 200 m znak            | Aurore Mongel Francie                                                                | 2:03.22 | Petra Granlund Švédsko                                                    | 2:03.82 | Franziska Hentke Německo                                                | 2:04.68 |
| 100 m polohový závod  | Hinkelien Schreuder Nizozemsko                                                       | 57.85   | Evelyn Verrasztó Maďarsko                                                 | 58.21   | Hanna-Maria Seppälä Finsko                                              | 58.86   |
| 200 m polohový závod  | Evelyn Verrasztó Maďarsko                                                            | 2:04.64 | Francesca Segat Itálie                                                    | 2:06.21 | Hannah Miley Velká Británie                                             | 2:06.96 |
| 400 m polohový závod  | Hannah Miley Velká Británie                                                          | 4:25.66 | Mireia Garcíaová Španělsko                                                | 4:27.60 | Zsuzsanna Jakabos Maďarsko                                              | 4:28.46 |
| 4x50 m volný způsob   | Nizozemsko Inge Dekker Hinkelien Schreuder Saskia de Jonge Ranomi Kromowidjojovájojo | 1:33.25 | Švédsko Emma Svensson Josefin Lillhage Claire Hedenskog Sarah Sjöströmová | 1:35.46 | Německo Dorothea Brandt Daniela Samulski Lisa Vitting Daniela Schreiber | 1:36.73 |
| 4x50 m polohá štafeta | Nizozemsko Hinkelien Schreuder Moniek Nijhuis Inge Dekker Ranomi Kromowidjojovájojo  | 1:42.69 | Švédsko Emma Svensson Josefin Lillhage Sarah Sjöströmová Claire Hedenskog | 1:45.13 | Rusko Ksenia Moskvina Daria Deeva Olga Klyuchnikova Svetlana Fedulova   | 1:46.10 |

## Překonané rekordy
Jelikož byl instanbulské Mistrovství Evropy bohaté na rekordy, je níže uvedená tabulka překonaných rekordů. Legenda viz výše.
| Datum        | Disciplína                  | Rozplavby/semifinále/finále | Jméno (-a)                                                                 | Národnost  | Čas     | CR  | ER  | WR  |
| ------------ | --------------------------- | --------------------------- | -------------------------------------------------------------------------- | ---------- | ------- | --- | --- | --- |
| 10. prosince | 100m prsa muži              | 6. rozplavba                | Igor Borysik                                                               | Ukrajina]  | 57.33   | =   |     |     |
| 10. prosince | 100m prsa muži              | 7. rozplavba                | Dániel Gyurta                                                              | Maďarsko   | 56.89   | Ano | Ano |     |
| 10. prosince | 100m volný způsob ženy      | 5. rozplavba                | Inge Dekker                                                                | Nizozemsko | 51.85   | Ano |     |     |
| 10. prosince | 50m znak muži               | 1. rozplavba (4x50m PŠ)     | Stanislav Donets                                                           | Rusko      | 23.04   | Ano |     |     |
| 10. prosince | 4x50m polohová štafeta muži | 1. rozplavba                | Stanislav Donets Stanislav Lakhtyukhov Yevgeny Korotyshkin Yevgeny Lagunov | Rusko      | 1:32.08 | Ano | Ano | WBT |
| 10. prosince | 400m volný způsob muži      | Finále                      | Paul Biedermann                                                            | Německo    | 3:34.55 | Ano |     |     |
| 10. prosince | 200m znak muži              | Finále                      | Stanislav Donets                                                           | Rusko      | 1:48.62 | Ano |     |     |
| 10. prosince | 100m znak ženy              | 2. semifinále               | Ksenia Moskvina                                                            | Rusko      | 56.74   | Ano |     |     |
| 10. prosince | 200m polohový závod ženy    | Finále                      | Evelyn Verrasztó                                                           | Maďarsko   | 2:04.64 | Ano | Ano | Ano |
| 10. prosince | 100m prsa muži              | 2. semifinále               | Dániel Gyurta                                                              | Maďarsko   | 56.79   | Ano | Ano |     |
| 10. prosince | 200m motýlek ženy           | Finále                      | Aurore Mongel                                                              | Francie    | 2:03.22 | Ano |     |     |
| 10. prosince | 200m polohový závod muži    | Finále                      | Markus Rogan                                                               | Rakousko   | 1:51.72 | Ano | Ano |     |
| 10. prosince | 100m volný způsob ženy      | 1. semifinále               | Ranomi Kromowidjojovájojo                                                  | Nizozemsko | 51.54   | Ano |     |     |
| 10. prosince | 50 prsa ženy                | Finále                      | Moniek Nijhuis                                                             | Nizozemsko | 29.68   | Ano |     |     |
| 10. prosince | 50m znak muži               | Finále (4×50m PŠ)           | Stanislav Donets                                                           | Rusko      | 22.86   | Ano | Ano |     |
| 10. prosince | 4x50m polohová štafeta muži | Finále                      | Stanislav Donets Sergey Geybel Yevgeny Korotyshkin Sergey Fesikov          | Rusko      | 1:31.80 | Ano | Ano | WBT |
| 11. prosince | 50m znak muži               | 5. rozplavba                | Stanislav Donets                                                           | Rusko      | 22.80   | Ano | Ano |     |
| 11. prosince | 50m motýlek muži            | 3. rozplavba                | Hinkelien Schreuder                                                        | Nizozemsko | 25.13   | Ano |     |     |
| 11. prosince | 100m polohový závod ženy    | 4. rozplavba                | Katharina Stiberg                                                          | Norsko     | 59.12   | Ano |     |     |
| 11. prosince | 50m znak muži               | 2. semifinále               | Stanislav Donets                                                           | Rusko      | 22.79   | Ano | Ano |     |
| 11. prosince | 50m motýlek ženy            | 1. semifinále               | Inge Dekker                                                                | Nizozemsko | 25.09   | Ano |     |     |
| 11. prosince | 400m polohový závod muži    | Finále                      | László Cseh                                                                | Maďarsko   | 3:57.27 | Ano | Ano | Ano |
| 11. prosince | 200m prsa ženy              | Finále                      | Rikke Møller-Pedersen                                                      | Dánsko     | 2:16.66 | Ano | Ano |     |
| 11. prosince | 50m prsa muži               | Finále (100m P)             | Robin van Aggele                                                           | Nizozemsko | 26.34   | Ano |     |     |
| 11. prosince | 100m prsa muži              | Finále                      | Robin van Aggele                                                           | Nizozemsko | 56.29   | Ano | Ano |     |
| 11. prosince | 100m volný způsob ženy      | Finále                      | Inge Dekker                                                                | Nizozemsko | 51.35   | Ano |     |     |
| 11. prosince | 100m znak ženy              | Finále                      | Ksenia Moskvina                                                            | Rusko      | 56.36   | Ano | Ano |     |
| 11. prosince | 100m motýlek muži           | Finále                      | Yevgeny Korotyshkin                                                        | Rusko      | 48.93   | Ano |     |     |
| 11. prosince | 100m polohový závod ženy    | 1. semifinále               | Evelyn Verrasztó                                                           | Maďarsko   | 58.61   | Ano |     |     |
| 11. prosince | 50m motýlek ženy            | Finále                      | Inge Dekker Hinkelien Schreuder                                            | Nizozemsko | 25.00   | Ano |     |     |
| 11. prosince | 50m znak muži               | Finále                      | Stanislav Donets                                                           | Rusko      | 22.76   | Ano | Ano |     |
| 11. prosince | 50m volný způsob ženy       | Finále (4x50m VZ)           | Inge Dekker                                                                | Nizozemsko | 23.53   | Ano |     |     |
| 11. prosince | 4x50m volný způsob ženy     | Finále                      | Inge Dekker Hinkelien Schreuder Saskia de Jonge Ranomi Kromowidjojovájojo  | Nizozemsko | 1:33.25 | Ano | Ano | WBT |
| 12. prosince | 100m polohový závod muži    | 5. rozplavba                | Sergey Fesikov                                                             | Rusko      | 51.35   | Ano |     |     |
| 12. prosince | 100m motýlek ženy           | 3. rozplavba                | Jeanette Ottesen                                                           | Dánsko     | 56.66   | Ano |     |     |
| 12. prosince | 50m prsa muži               | 1. semifinále               | Fabio Scozzoli                                                             | Itálie     | 26.23   | Ano |     |     |
| 12. prosince | 50m prsa muži               | 2. semifinále               | Alessandro Terrin                                                          | Itálie     | 26.14   | Ano | Ano |     |
| 12. prosince | 100m polohový závod muži    | 1. semifinále               | Peter Mankoč                                                               | Slovinsko  | 50.76   | Ano | Ano | Ano |
| 12. prosince | 100m znak muži              | 1. semifinále               | Arkadij Vjatčanin                                                          | Rusko      | 49.17   | Ano | Ano | Ano |
| 12. prosince | 100m polohový závod ženy    | Finále                      | Hinkelien Schreuder                                                        | Nizozemsko | 57.85   | Ano |     |     |
| 12. prosince | 200m motýlek muži           | Finále                      | Nikolay Skvortsov                                                          | Rusko      | 1:49.46 | Ano | Ano |     |
| 12. prosince | 100m motýlek ženy           | 1. semifinále               | Diane Bui Duyet                                                            | Francie    | 55.05   | Ano | Ano | Ano |
| 12. prosince | 50m znak ženy               | Finále                      | Sanja Jovanović                                                            | Chorvatsko | 25.70   | Ano | Ano | Ano |
| 12. prosince | 4x50m polohová štafeta ženy | Finále                      | Hinkelien Schreuder Moniek Nijhuis Inge Dekker Ranomi Kromowidjojovájojo   | Nizozemsko | 1:42.69 | Ano | Ano | WBT |
| 13. prosince | 50m volný způsob ženy       | 5. rozplavba                | Hinkelien Schreuder                                                        | Nizozemsko | 23.46   | Ano |     |     |
| 13. prosince | 200m prsa muži              | 3. rozplavba                | Grigory Falko                                                              | Rusko      | 2:03.88 | Ano |     |     |
| 13. prosince | 200m prsa muži              | 5. rozplavba                | Dániel Gyurta                                                              | Maďarsko   | 2:03.25 | Ano |     |     |
| 13. prosince | 200m volný způsob muži      | 6. rozplavba muži           | Danila Izotov                                                              | Rusko      | 1:40.87 | Ano |     |     |
| 13. prosince | 50m motýlek muži            | 2. semifinále               | Johannes Dietrich                                                          | Německo    | 22.13   | Ano |     |     |
| 13. prosince | 200m prsa muži              | Finále                      | Dániel Gyurta                                                              | Maďarsko   | 2:00.67 | Ano | Ano | Ano |
| 13. prosince | 200m volný způsob ženy      | Finále                      | Federica Pellegriniová                                                     | Itálie     | 1:51.17 | Ano | Ano | Ano |
| 13. prosince | 200m volný způsob muži      | Finále                      | Paul Biedermann                                                            | Německo    | 1:39.81 | Ano |     |     |
| 13. prosince | 100m prsa ženy              | Finále                      | Caroline Ruhnau                                                            | Německo    | 1:04.84 | Ano |     |     |
| 13. prosince | 100 znak muži               | Finále                      | Arkadij Vjatčanin Stanislav Donets                                         | Rusko      | 48.97   | Ano | Ano | Ano |
| 13. prosince | 50m motýlek muži            | Finále                      | Johannes Dietrich                                                          | Německo    | 22.07   | Ano |     |     |
| 13. prosince | 50m volný způsob            | Finále                      | Hinkelien Schreuder                                                        | Nizozemsko | 23.32   | Ano |     |     |